# اللمبة المئوية
اللمبة المئوية (بالإنجليزية: Centennial Bulb)‏ أو (بالإنجليزية: Centennial Light)‏، هي لمبة موجودة في مدينة كاليفورنيا بأمريكا[ ؟ ]، وبالتحديد في محطة إطفاء ليفيرموري (بالإنجليزية: Livermore)‏، تعد هذه اللمبة من أقدم اللمبات على وجه الأرض والتي مازلت تعمل على مدار 24 ساعة يوميا منذ عام 1901 من دون أي توقف، إلا في سويعات بسيطة، وهي تعمل منذ العام 1901، وقد تم تسجيلها رسمياً في موسوعة جينيس للأرقام القياسية على أنها أقدم لمبة على وجه الأرض تعمل إلى الآن، تبلغ قوتها 4 وات، وتم صنعها في مدينة أوهايو الأمريكية وقد صنعت بواسطة مصانع شيلبي للإلكترونيات Shelby Electronics، والآن تسمى مصانع شيلبي للسيارات الفائقة الجودة (بالإنجليزية: Shelbu Auto for supercars)‏.

## تاريخ اللمبة
ذكر أنه تم استخدام هذه اللمبة لأول مرة في منزل بسيط، قبل أن يتم نقلها إلى مركز الإطفاء بالمدينة، وعندما تم اغلاق مركز الإطفاء تم نقل اللمبة إلى قاعة المدينة العامة، وعندما أعيد افتتاح مركز الإطفاء الجديد تم اعادتها إليه مرة أخرى، وهي تعمل منذ ذلك اليوم هناك.
في العام 2001 تم الاحتفال بعيد ميلاد هذه اللمبة التي أتمت 100 عام في الخدمة، ثم في عام 2006 تم عمل حفل آخر لها وذلك لأنها واصلت العمل لمدة 30 سنة دون أي توقف.
تعرضت اللمبة مرة من المرات لشوط كهربائي قوي، وقد احترقت جميع اللمبات الأخرى الموجودة في ذاك المكان ماعدا تلك اللمبة التي لم يصبها أي ضرر، وهي تعمل إلى اليوم.
ويذكر أنه قد تم الاحتفال بهذه اللمبة من قبل عدة جهات رسمية عالمية شهيرة مثل محطة NBC الإخبارية وشبكة FOX التلفزيونية وعدة جهات أخرى.